# Egon von Vietinghoff
Pour les articles homonymes, voir Vietinghoff.
Egon de Vietinghoff (Egon Arnold Alexis, baron de Vietinghoff, né le 6 février 1903 à La Haye, décédé le 14 octobre 1994 à Zurich), est un peintre, auteur de livres spécialisés, philosophe de la peinture et créateur de la Fondation Egon von Vietinghoff.
Egon de Vietinghoff a reconstitué la technique à l’huile et à la résine propre à la peinture traditionnelle, et a conçu sous le terme de Peinture transcendantale (Visionäre Malerei) une vue et une présentation fondées sur la transcendance de la nature, et cela par la méthode de l’école de la contemplation pure (Schule reinen Schauens). En outre, il a créé une œuvre de plus de 2 700 toiles. 

## Biographie
Fils de Conrad, baron de Vietinghoff, d’origine germano-balte, et de Jeanne Bricou, d’origine belgo-hollandaise, fille d'Emma Antoinette Isaure Storm de Grave (1841-1933) et d'Alexis Bricou (1824-1877), droguiste et négociant en éponges et peaux de chamois, établi Nouveau Marché aux Grains, 9, à Bruxelles, puis à Schaerbeek, rue du Progrès, 121, déjà veuf en premières noces de Hermanie Koch et en secondes noces de Gesina Cornelia van Duura (1834-1867). Né sujet du tsar russe aux Pays-Bas, Egon de Vietinghoff a passé son enfance en France, en Allemagne et en Suisse. Parlant six langues européennes et marié à des femmes originaires d’Italie, de Suisse, d’Allemagne et d’Autriche, il peut être considéré comme un vrai Européen[Quoi ?]. Le père pianiste et la mère écrivaine ont servi de modèles à Marguerite Yourcenar dans son œuvre littéraire. Naturalisé Suisse en 1922, il vécut d’abord à Munich et à Capri, puis à Paris (1923-1933), Majorque, Buenos Aires (Argentine), Las Toscas (Uruguay) et Zollikon près de Zurich. Finalement, en 1940, il s’installa définitivement à Zurich.
Jeune homme, son voyage à pied en Espagne et au Maroc fut l’aventure marquante dont les impressions inspirèrent son œuvre jusqu’aux dernières années. Si le début de sa carrière fut marqué par son esprit investigateur, innovateur, entreprenant, sportif et sociable, la seconde partie de sa vie se déroula dans un tout autre esprit : sédentaire, retiré et sans grands besoins, il consacra toute son énergie à sa vocation artistique. Il abandonna le gymnase à 16 ans sous l'emprise de son désir d'embrasser une carrière d'artiste. À 86 ans, après une période créatrice de 70 ans, il se sépara de son pinceau et passa encore cinq années chez lui, jouissant d’une santé surprenante. Durant toute sa vie, Egon de Vietinghoff, homme et artiste, était un outsider qui ne s'est pas laissé influencer par l’esprit du temps. Vietinghoff a beaucoup réfléchi à la technique et à l'esprit des anciens maîtres ; néanmoins, il ne les copie pas : il a trouvé son propre moyen d'expression. De son vivant, il a exposé principalement en Suisse et dans le sud de l'Allemagne.

## Technique picturale
Egon de Vietinghoff a redécouvert les possibilités particulières offertes par la technique oubliée des maîtres anciens, la peinture à l'huile et à la résine aux couches de couleurs superposées, héritage culturel unique de l’art européen. Pour l'apprêt, il recourt à la détrempe. Autodidacte, il l'a reconstituée systématiquement au cours de 35 années d’études et d’expérimentation. La somme de ses expériences est exposée dans son Handbuch zur Technik der Malerei (Manuel de la technique picturale), où il définit la translucidité de la couleur du point de vue de l’artiste peintre, propriété jusqu’alors méconnue, bien que phénomène décisif de la peinture traditionnelle aux glacis. Il accordait une valeur toute particulière à la pureté des substances naturelles qu'il utilisait (à l'exception de quelques pigments indispensables d'origine chimique) et fabriquait donc lui-même ses couleurs, ses solvants et ses liants.

## Philosophie de la peinture
Dans son manuscrit philosophique Vision und Darstellung ('Contemplation et représentation'), paru en allemand sur Internet, il écrit ce qu’il entend par la "Peinture Transcendantale" ('Visionäre Malerei'), un concept des arts plastiques fondé sur la transcendance de la nature. En outre, il décrit L’école de la contemplation pure ('Schule reinen Schauens'), méthode méditative qui amène à la vision artistique, sujet de la peinture transcendantale. À condition que le peintre connaisse son métier, la valeur d'une œuvre picturale dépend de la capacité de celui-ci de transposer uniquement avec des couleurs ces expériences mystiques, intemporelles, purement visuelles. Cela, étant toutefois entendu que l'artiste doit faire abstraction de toute intervention intellectuelle, de tout savoir acquis, afin de se plonger totalement dans le rythme des couleurs qui caractérise le sujet et de jouir de la liberté intérieure lui permettant de rendre le "drame de la couleur, de la lumière et de la forme" qui émane des objets et se joue devant l'œil spirituel de l'artiste. Vietinghoff passait lui-même par ce processus de perception et de création et s'inclinait devant cette profonde compréhension artistique et les expériences transcendantes de certains maîtres anciens jusqu'à William Turner. Cette philosophie échappe à l’opposition ‘naturalisme/[éalisme – abstraction’ et Vietinghoff indique une autre voie.

## Œuvre
Œuvre immense, ses huiles englobent tous les motifs classiques: natures mortes (60 %), fleurs (21 %), paysages (4 %), ainsi que scènes de genres variés, nus et portraits (ensemble 15 %). Plus de 2 700 tableaux à l’huile et à la résine ou à la détrempe. Des portraits et des nus à la sanguine ainsi que des dessins et des esquisses au crayon, au fusain, à l’encre, à la détrempe et à l’huile, ainsi que quelques eaux-fortes. À l'exception de quelques toiles grand format représentant des sujets mythologiques et bibliques, Egon de Vietinghoff se consacre particulièrement à des sujets sobres et détourne notre attention du sujet propre afin qu'elle s'attache à la perception de la couleur comme telle, cela toutefois sans tomber dans l'abstraction. Ses toiles sont concrètes et l'on découvre des traits "impressionnistes" dans ces œuvres rigoureusement figuratives. Ses natures mortes nous présentent une composition scénique où des fruits solitaires reposent dans une atmosphère marquée par une sorte de solennité. Par leurs couleurs lumineuses, ils se détachent avec intensité d'un fond souvent plutôt sombre, généralement composé de façon très discrète de deux tissus de velours. La composition du tableau est simple, l'espace parcimonieusement structuré. Ses toiles sont caractérisées par leur plasticité et la fraîcheur naturelle des motifs, en général sobres et aux teintes chaleureuses. La luminosité des couleurs – qu'il produisait lui-même pour la plupart – semble émaner des sujets mêmes.

## Publications
- Egon von Vietinghoff: Handbuch zur Technik der Malerei, édition DuMont, Cologne 1983 et 1991,  (ISBN 3-7701-1519-8) (épuisé).
- Egon von Vietinghoff – Die Stiftung (Catalogue illustré des propres toiles de la collection de la Fondation avec une introduction en allemand de l'artiste lui-même), édition Vietinghoff, Zurich 1990.
- Bernd Lewandowski et Alexander von Vietinghoff: Die visionäre Malerei des Egon von Vietinghoff (vidéo d’un montage audiovisuel), Hambourg 1996.
- Alexander von Vietinghoff: Die visionäre Malerei des Egon von Vietinghoff, édition Fondation Egon von Vietinghoff, Zurich 1997,  (ISBN 3-9521269-0-X) .